# 明镜运河

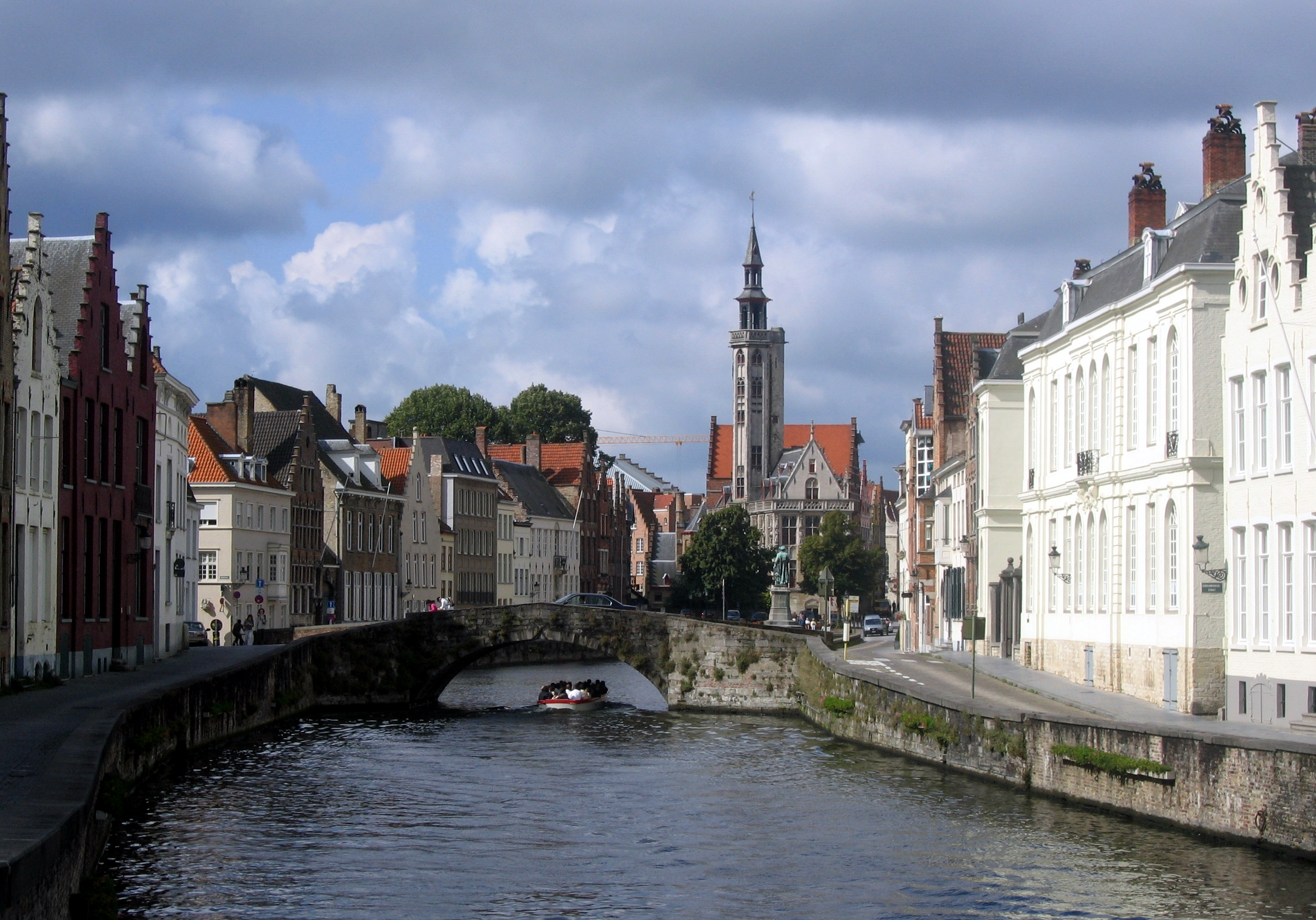
明镜运河上的国王桥，右侧是同名的街道

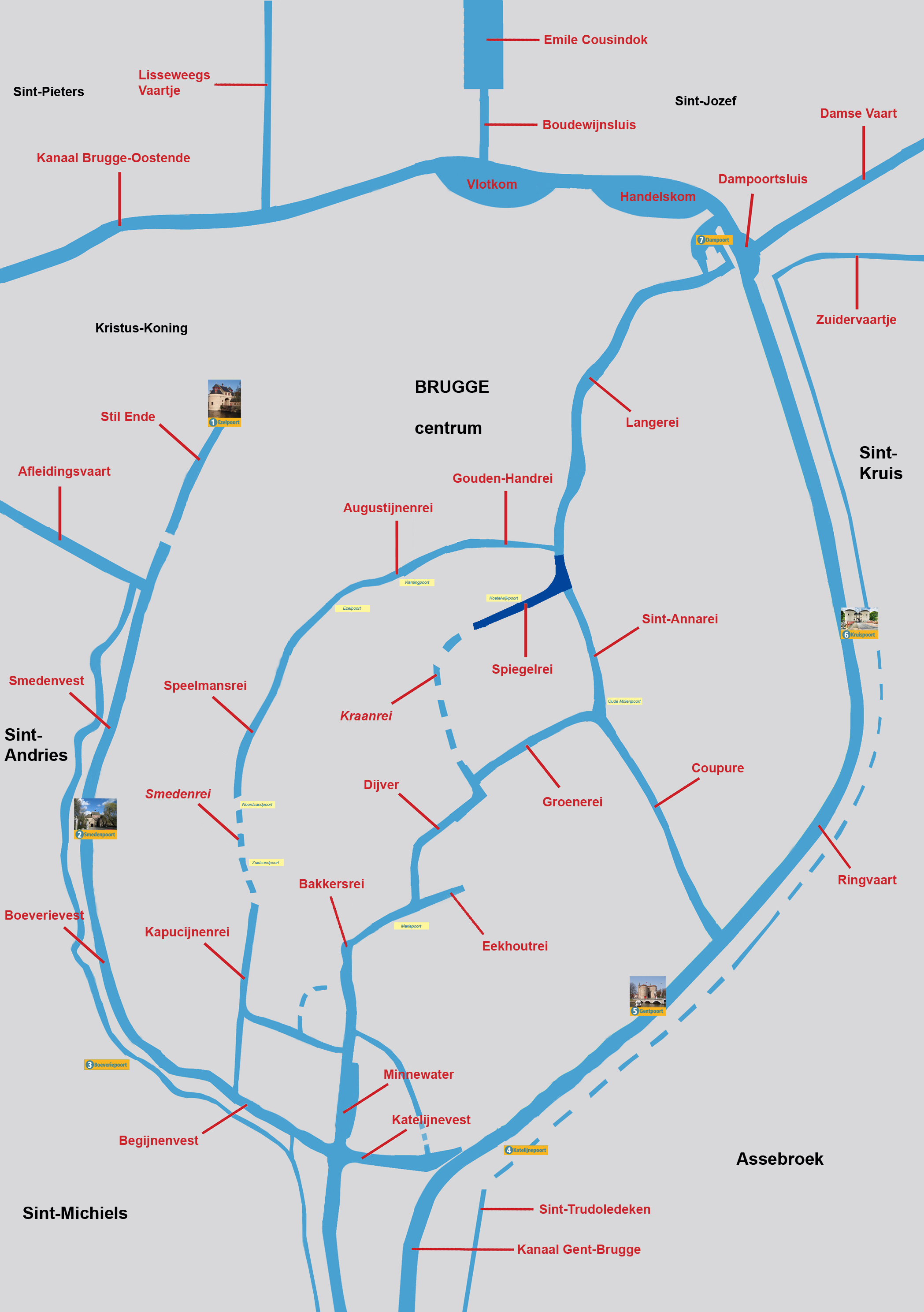
明镜运河在布鲁日的位置（深蓝色）

明镜运河（Spiegelrei）是比利时城市布鲁日市中心的一条运河和同名的街道，开始于扬·范艾克广场（Jan van Eyckplein），结束于长河（Langerei）。运河北岸的同名街道开始于扬·范艾克广场，结束于卡默斯桥（Carmersbrug）。
明镜运河这个名字来自speghele, 用于地名，是指长形的水域。这个名称还代表这里有各种制镜商。
明镜运河上最初有三座桥：新年桥（Nieuwjaarsbrug）或圣约翰桥（Sint-Jansbrug）、国王桥（Koningsbrug）和卡默斯桥。第一座桥在1787年因修筑扬·范艾克广场（当时的学院广场）而消失。
在中世纪，明镜运河周围的地区是一个重要的贸易区。有港口设施。
从16世纪到17世纪，明镜运河周围的航运和港口业务衰退。部分原因是贸易迁往安特卫普，部分原因是布鲁日开挖了其他运河。然而，直到20世纪初，驳船仍然经常经过明镜运河。

## 参考

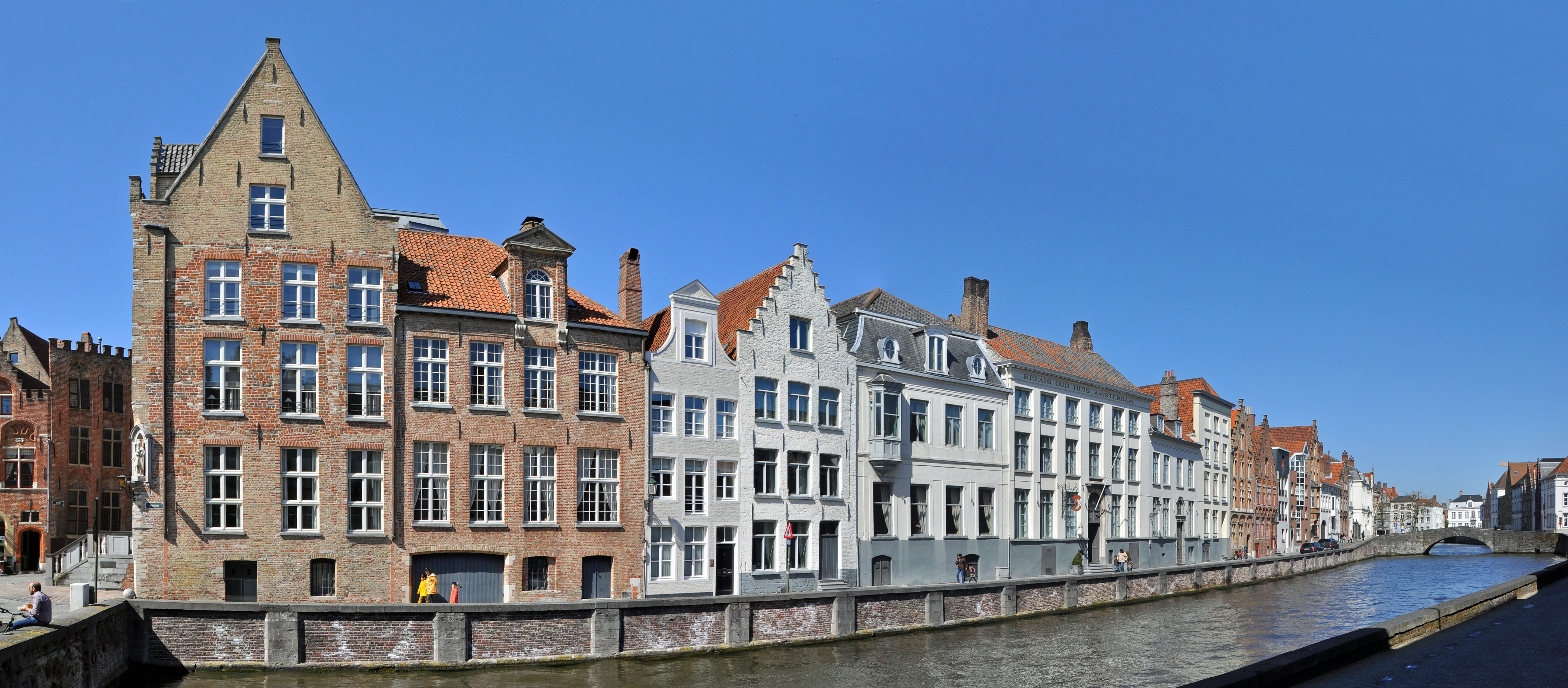
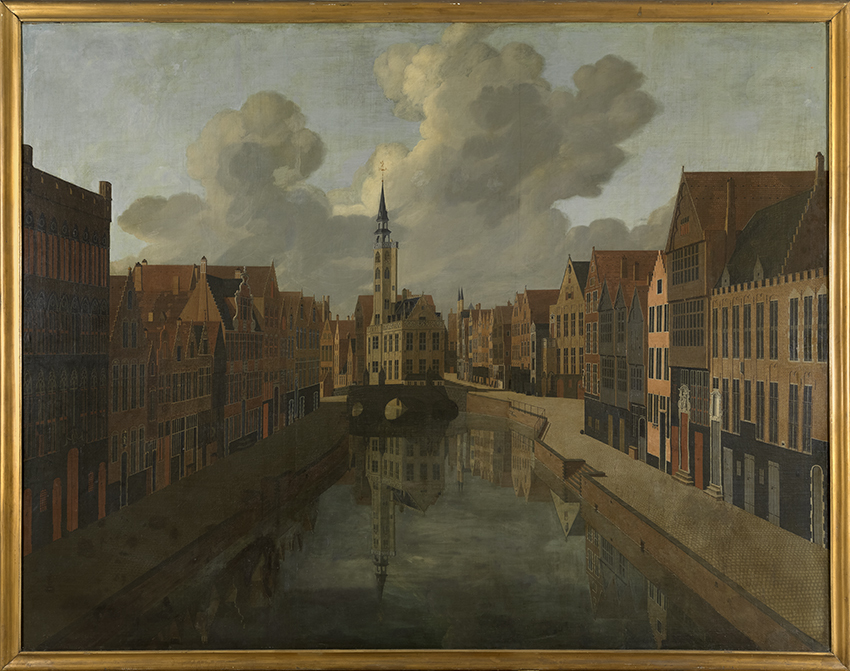